# Baba Alhassan
Baba Alhassan (Accra, 3 gennaio 2000) è un calciatore ghanese, centrocampista del FCSB.

## Carriera
Ha mosso i primi passi nel mondo del calcio nell'African Talent Football Academy. In seguito, è entrato a far parte del settore giovanile del Real Valladolid. Durante la sua permanenza in Spagna, ha anche giocato due partite con la squadra riserve.
Rimasto svincolato nel 2019, il 7 ottobre dell'anno successivo viene ingaggiato dai rumeni dell'Hermannstadt. Fa il suo esordio in Liga I il 18 ottobre successivo, nel pareggio per 1-1 contro l'UTA Arad. Il 15 maggio 2021 realizza la sua prima rete in campionato, nell'incontro vinto per 0-1 contro l'FC Politehnica Iași.

## Statistiche

### Presenze e reti nei club
Statistiche aggiornate al 9 agosto 2022.
| Stagione        | Squadra           | Campionato      | Campionato | Campionato | Coppe nazionali | Coppe nazionali | Coppe nazionali | Coppe continentali | Coppe continentali | Coppe continentali | Altre coppe | Altre coppe | Altre coppe | Totale | Totale |
| Stagione        | Squadra           | Comp            | Pres       | Reti       | Comp            | Pres            | Reti            | Comp               | Pres               | Reti               | Comp        | Pres        | Reti        | Pres   | Reti   |
| --------------- | ----------------- | --------------- | ---------- | ---------- | --------------- | --------------- | --------------- | ------------------ | ------------------ | ------------------ | ----------- | ----------- | ----------- | ------ | ------ |
| 2018-2019       | Real Valladolid B | SDB             | 2          | 0          |                 | -               | -               |                    | -                  | -                  |             | -           | -           | 2      | 0      |
| 2020-2021       | Hermannstadt      | L1              | 21+2       | 1+0        | CR              | 1               | 0               |                    | -                  | -                  |             | -           | -           | 24     | 1      |
| 2021-2022       | Hermannstadt      | L2              | 27         | 7          | CR              | 3               | 0               |                    | -                  | -                  |             | -           | -           | 30     | 7      |
| 2022-2023       | Hermannstadt      | L1              | 4          | 4          | CR              | 0               | 0               |                    | -                  | -                  |             | -           | -           | 4      | 4      |
| Totale carriera | Totale carriera   | Totale carriera | 56         | 12         |                 | 4               | 0               |                    | -                  | -                  |             | -           | -           | 60     | 12     |

## Palmarès

### Club

#### Competizioni nazionali
- Campionato rumeno: 2

FCSB: 2023-2024, 2024-2025
- Supercoppa di Romania: 2

FCSB: 2024, 2025